# Seleni trioxide
Seleni trioxide là hợp chất vô cơ với công thức SeO3. Nó là chất rắn màu trắng, hút ẩm. Nó cũng là một tác nhân oxy hóa và là một axit Lewis. Đó là mối quan tâm hàn lâm như là tiền thân của các hợp chất Se(VI).

## Điều chế
Selen trioxide rất khó điều chế vì nó dễ bị phân hủy thành selen dioxide và oxi:
2 SeO3  →  2 SeO2 + O2
Có thể điều chế bằng cách cho lưu huỳnh trioxide tác dụng với kali selenat:
SO3 + K2SeO4 → K2SO4 + SeO3

## Phản ứng
Trong hóa học, selen trioxide có tính chất tương tự như lưu huỳnh trioxide hơn là teluride trioxide:
Tại 120 °C, selen trioxide phản ứng với selen dioxide để tạo thành hợp chất diselen pentaoxide Se (VI) -Se (IV):
SeO3  +  SeO2 →   Se2O5
Nó phản ứng với selen tetrafluoride để hình thành selenoyl fluoride, selen fluoride tương tự của lưu huỳnh fluoride:
SeO3 + SeF4 → SeO2F2
Với lithi oxide và natri oxide nó phản ứng tạo thành các muối SeVIO6−
6 và SeVIO66−: Với Li2O, nó cho Li4SeO5, chứa anion pyramid bậc ba SeVIO54− với các liên kết xích đạo, 170.6-171.9 pm và dài hơn lên kết Se-O là 179,5. Với Na2O nó cho Na4SeO5, chứa hình vuông SeVIO54−, với độ dài liên kết Se-O từ khoảng 1.729 → 1.815 pm và Na12(SeO4)3(SeO6), chứa các hình tam giác SeVIO66−.  SeVIO66− là base liên hợp của axit orthoselenic (Se(OH)6).

## Cấu trúc
Trong pha rắn SeO3 bao gồm các tetramers tuần hoàn, có 8 vòng liên kết (Se-O)4. Các nguyên tử selen có 4 tọa độ, độ dài liên kết là Se-O cầu nối là 175 pm và 181 pm, không cầu nối 156 và 154 pm.
SeO3 trong pha khí bao gồm tetramers và monomeric, SeO3 là mặt phẳng ba chiều có chiều dài liên kết Se-O là 168.78 pm.